# بنك البركة (باكستان)
بنك البركة (باكستان) المحدودة (ABPL) نتيجة للاندماج الأول في قطاع الخدمات المصرفية الإسلامية في باكستان. تم الدمج بين عمليات فرع بنك البركة الإسلامي (AIB) البحرين ، بنك البركة الإسلامي الباكستاني (AIBP) ومصرف الإمارات الإسلامي العالمي (باكستان)، وبالتالي بدأت عمليات الكيان المندمج اعتبارًا من 1 نوفمبر 2010. تم الاندماج الثاني في عام 2016 مع برج بنك المحدودة. اعتبارًا من سبتمبر 2016، أصبح للبنك حضور وطني في باكستان مع شبكة من 191 فرعًا في أكثر من 97 مدينة في جميع أنحاء البلاد.

## مجموعة البركة المصرفية
بنك البركة (باكستان) هي شركة تابعة لمجموعة البركة المصرفية (ABG) وهي مجموعة مصرفية إسلامية شهيرة في منطقة الخليج العربي.
بنك البركة ( ايه بي جي) هي شركة مساهمة بحرينية مدرجة في بورصتي البحرين وناسداك دبي. يبلغ رأس المال المصرح به لـلبنك 1.5 مليار دولار أمريكي، ولديه قاعدة أصول تزيد عن 24 مليار دولار أمريكي، ويبلغ إجمالي حقوق الملكية 2.5 مليار دولار أمريكي. للبنك حضور عالمي واسع. تتواجد الوحدات المصرفية والمكاتب التمثيلية للمجموعة في 17 دولة تغطي 3 قارات: آسيا والشرق الأوسط وشمال إفريقيا وأوروبا. اعتبارًا من 2013 ، تتمتع البركة بحضور كبير في البحرين والجزائر والأردن ولبنان وإندونيسيا وتونس والسودان وتركيا وجنوب إفريقيا وليبيا والعراق والمملكة العربية السعودية وباكستان. تتكون شبكة بنوك البركة اليوم من أكثر من 700 فرع حول العالم.